# Pescateries Velles (Reus)
Les Pescateries Velles, nom documentat des del segle xv, de vegades anomenades Peixateries Velles en un intent d'ultracorrecció, és una obra del municipi de Reus (Baix Camp) inclosa en l'Inventari del Patrimoni Arquitectònic de Catalunya.

## Descripció
És un conjunt urbà molt interessant, situat al raval de Robuster, format per dos sèries d'habitatges de quatre plantes, ordenades simètricament, formant un tancat i penetrat per un carrer amb porxos d'arcs de mig punt. Tant els habitatges, pel seu interès tipològic, com la plaça (Plaça de les Pescateries), per l'interès dels elements ornamentals i escultòrics, fan del conjunt el millor espai neoclàssic. Va ser construït per a la venda de carn i peix a la ciutat.

## Història
Fins aproximadament el 1850, la plaça medieval de l'església, coneguda com a plaça de Baix, es conservava en bona part intacta. En aquesta plaça, de forma ben bé irregular, hi hauria, d'antic, un mercat on s'hi venia peix i carn a cel obert. Segons l'historiador reusenc Andreu de Bofarull, en aquesta plaça hi havia també l'antic edifici del Consell o primitiu Ajuntament, que, convertit en magatzem municipal, es va enderrocar quan es van construir les Pescateries.

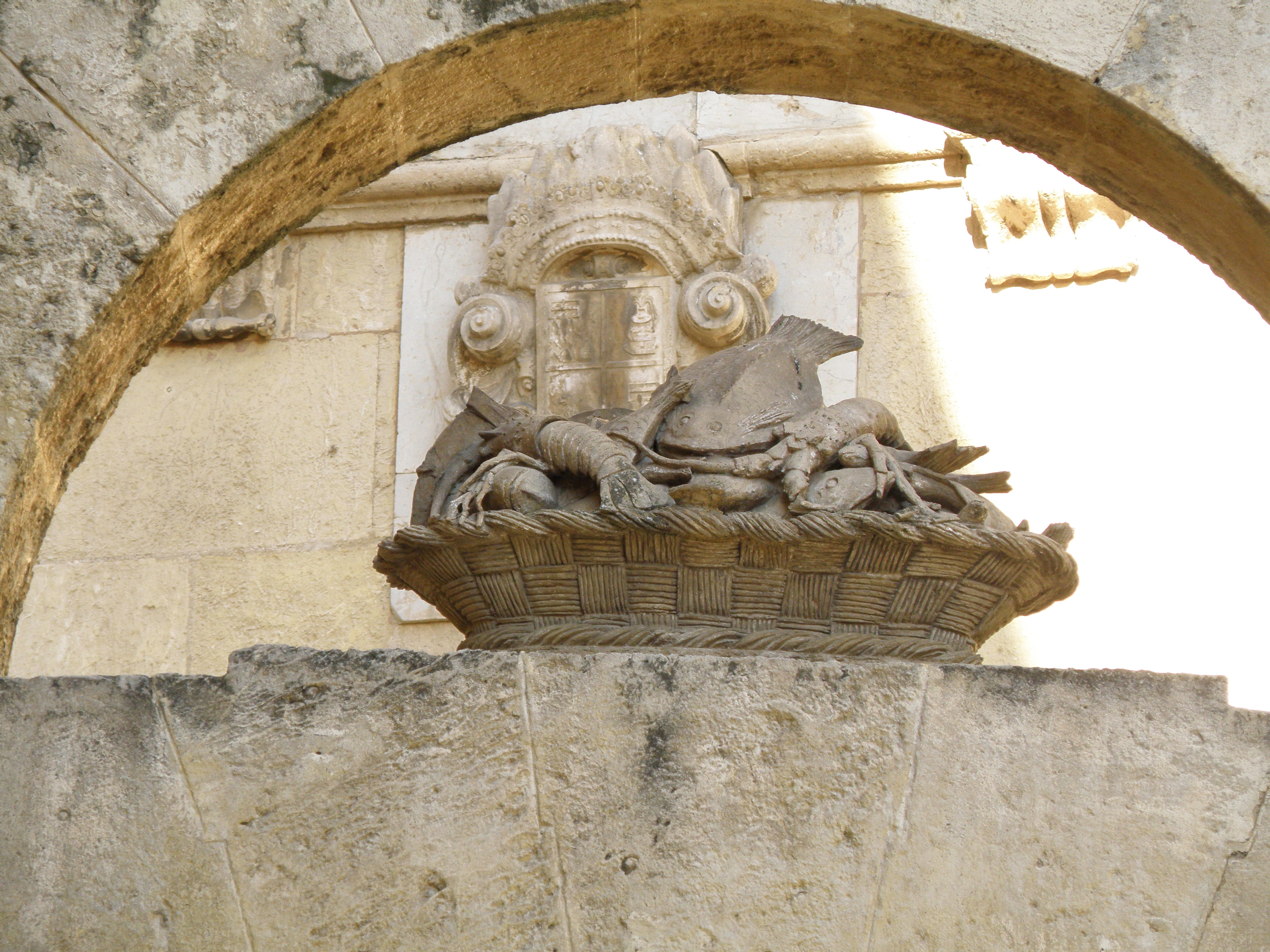
Elements decoratius a les Pescateries velles. Joan Roig i Solé.

L'ajuntament, presidit per l'alcalde Dionisio de Revuelta, acordà el 1848, construir una gran nau tancada a cada costat de la qual s'hi va fer un passatge cobert que comunicava el carrer de les Pescateries i el raval de Robuster. Es va encarregar el projecte al mestre de cases i arquitecte Antoni Molner. Es van enderrocar els vells edificis i es va donar a l'indret una solució urbanísticament adient. Francesc Torné explica que el 1852, amb l'alcalde Eduard de Toda, es va començar a urbanitzar la zona i van aparèixer més de 300 esquelets, ja que l'indret havia format part del fossar vell, l'antic cementiri proper a l'església de sant Pere. El 1854, segons resa epigràficament l'actual portal, es va acabar de refer tota la zona. La plaça va ser feta de forma rectangular, amb les noves façanes porxades en els costats més llargs, mentre que als altres dos hi havia uns portals monumentals presidits, un per l'escut de Reus i l'altre per una al·legoria, formats aquests detalls per petites escultures de Joan Roig i Solé. Els desnivells es salvaven amb unes escales. Els edificis que voregen la plaça en els seus dos costats més llargs, són destinats a habitatges veïnals. Són homogenis, cosa que fa suposar que van ser construïts en la mateixa època, probablement a la dècada de 1880. La filera d'edificis de la banda del Fossar Vell constitueix una illa de cases en forma de rectangle no regular. Els edificis de l'altra banda estan enganxats a les edificacions del carrer de Sant Pere i del carreró dels Jueus, i semblen construccions en pantalla, per tal de donar homogeneïtat a la plaça.
Cal suposar que per necessitats del mateix mercat, la zona va ser coberta, en una data indeterminada, probablement cap a 1914, amb unes estructures d'encavallades metàl·liques parabòliques molt interessants, perdent però amb tal mesura tota la perspectiva que inicialment se li va donar. Ramon Amigó creu que la coberta va ser construïda al mateix moment que tota l'estructura de les Pescateries, «amb unes magnífiques encavallades metàl·liques» de ferro laminat, que només s'havia fet servir per primera vegada en el Crystal Palace de Londres i seguidament al Mercat del Born. Diu també que quan va acabar l'activitat de la venda de peix, l'estructura va ser desmuntada amb cura i numerada, per si en algun moment es volia tornar a muntar.
Per finançar les despeses de construcció del mercat, l'Ajuntament, el 1854, es va vendre el castell i les terres de Mas Calbó, quan era alcalde Joan Martell.
L'activitat comercial es va interrompre l'any 1949, quan es va inaugurar el nou Mercat Central. L'ajuntament, veient que no s'omplien totes les parades del nou mercat, va tancar les Pescateries i va obligar els paradistes a instal·lar-se al nou equipament. El tancament no va durar gaire, només uns quants mesos que no van arribar a l'any. Al tornar a obrir, es va habilitar una part de l'espai central, la que tocava al raval, per a la venda de fruites i verdures, activitat que abans no hi tenia cabuda. L'activitat de les Pescateries va durar encara una trentena llarga d'anys, fins que no es va posar en marxa el Mercat del Carrilet l'any 1983.
L'ajuntament va iniciar la remodelació de la plaça i li va donar nom (Plaça de les Pescateries) l'any 1987, mantenint la planta rectangular i convertint l'espai en una zona d'ús públic. La reforma ha comportat la supressió de la coberta metàl·lica i l'enderrocament de tota l'estructura de parades comercials, l'enrajolament del conjunt i la unificació amb esgrafiats de les façanes interiors, convertint la zona en un espai per a vianants. Tots els venedors van emigrar, alguns cap al nou Mercat del Carrilet, i altres a alguns locals propers. Les encavallades metàl·liques que aguantaven la coberta, de ferro laminat, quan es van desmuntar les peces van ser numerades per si s'havien d'instal·lar en un altre lloc. Segons Ramon Amigó, no van ser destruïdes i es guarden en algun magatzem municipal, i que si fossin re-instal·lades encara que sense teulada o sense cap funció, donarien idea de la construcció tal com era històricament.